# Meryta macrophylla
Meryta macrophylla är en araliaväxtart som först beskrevs av William Rich och Asa Gray, och fick sitt nu gällande namn av Berthold Carl Seemann. Meryta macrophylla ingår i släktet Meryta och familjen Araliaceae. Inga underarter finns listade.